# New Brockton (Alabama)
New Brockton est une ville du comté de Coffee, en Alabama, aux États-Unis,. Elle est située au nord-ouest d'Enterprise.
Huey E. Brock est le premier colon, arrivé dans a région en 1871. En 1878, il ouvre un magasin que ses clients appellent Brockton. La ville est baptisée New Brockton, quand l'agent postal demande que New soit ajouté au nom, pour distinguer la ville de celle de Blockton. Le premier train arrive en ville, en 1898.

## Démographie
| 1910 | 1920 | 1930 | 1940 | 1950  | 1960  | 1970  | 1980  |
| ---- | ---- | ---- | ---- | ----- | ----- | ----- | ----- |
| 328  | 467  | 727  | 878  | 1 055 | 1 093 | 1 374 | 1 392 |

| 1990  | 2000  | 2010  | - | - | - | - | - |
| ----- | ----- | ----- | - | - | - | - | - |
| 1 184 | 1 250 | 1 146 | - | - | - | - | - |

## Source de la traduction
- (en) Cet article est partiellement ou en totalité issu de l’article de Wikipédia en anglais intitulé « New Brockton, Alabama » (voir la liste des auteurs).